# 麥迪遜縣 (阿拉巴馬州)
麥迪遜縣（英語：Madison County）是美国亚拉巴马州北部的一個縣，面積2,105平方公里。根據2020年美國人口普查，共有人口38萬8,153人。縣治亨茨維爾（Huntsville）。該縣成立於1808年12月13日，縣名紀念第四任美国总统詹姆斯·麦迪逊。